# Jason Wade
Jason Michael Wade, född 5 juli 1980, är en amerikansk sångare, gitarrist och låtskrivare i det amerikanska rockbandet Lifehouse.
Han startade bande tillsammans med trummisen Jon Palmer och basisten Sergio Andrade. Bandets  debutalbum No Name Face utkom år 2000.
Han gifte sig 20 januari 2001.

## Diskografi

### Solo
Studioalbum
- 2017 – Paper Cuts

Singlar
- 2017 – "Paper Cuts"
- 2017 – "Satellites"
- 2017 – "Clarity"
- 2017 – "Along the Way"

Annat
- 2001 – "You Belong To Me" (låt på soundtrack-albumet Shrek - Music From The Original Motion Picture)
- 2004 – "Days Go By" (låt på soundtrack-albumet Win A Date With Tad Hamilton! - Music From The Motion Picture)